# Cristiana de Saxe-Merseburgo
Cristina de Saxe-Merseburgo (Merseburgo, 1 de junho de 1659 - Eisenberg,  13 de março de 1679) foi uma duquesa de Saxe-Merseburgo, da linha albertina de Wettin, e duquesa de Saxe-Eisenberg por casamento.

## Casamento e Descendência
Cristiana casou-se no dia 13 de fevereiro de 1677 com o duque Cristiano de Saxe-Eisenberg, filho do duque Ernesto I de Saxe-Gota e da sua esposa, a duquesa Isabel Sofia de Saxe-Altemburgo. O casal teve uma filha:
- Cristiana de Saxe-Eisenberg (4 de março de 1679 - 24 de maio de 1722), casada com o duque Filipe Ernesto de Schleswig-Holstein-Sonderburg-Glücksburg; com descendência.

## Morte e Legado
Cristina morreu com apenas dezanove anos de idade, provavelmente de febre puerperal que terá contraído após o nascimento da sua filha. Em sua honra, o marido mandou construir a Igreja da Santa Trindade (Schlosskirche) em Eisenberg. Foi enterrada na cripta real da Catedral de Merseburgo.

## Genealogia
| Cristiana de Saxe-Merseburgo | Pai: Cristiano I de Saxe-Merseburgo                        | Avô paterno: João Jorge I da Saxónia                            | Bisavô paterno: Cristiano I da Saxónia                        |
| Cristiana de Saxe-Merseburgo | Pai: Cristiano I de Saxe-Merseburgo                        | Avô paterno: João Jorge I da Saxónia                            | Bisavó paterna: Sofia de Brandemburgo                         |
| Cristiana de Saxe-Merseburgo | Pai: Cristiano I de Saxe-Merseburgo                        | Avó paterna: Madalena Sibila da Prússia                         | Bisavô paterno: Alberto Frederico da Prússia                  |
| Cristiana de Saxe-Merseburgo | Pai: Cristiano I de Saxe-Merseburgo                        | Avó paterna: Madalena Sibila da Prússia                         | Bisavó paterna: Maria Leonor de Cleves                        |
| Cristiana de Saxe-Merseburgo | Mãe: Cristiana de Schleswig-Holstein-Sonderburg-Glücksburg | Avô materno: Filipe de Schleswig-Holstein-Sonderburg-Glücksburg | Bisavô materno: João II de Schleswig-Holstein-Sonderburg-Plön |
| Cristiana de Saxe-Merseburgo | Mãe: Cristiana de Schleswig-Holstein-Sonderburg-Glücksburg | Avô materno: Filipe de Schleswig-Holstein-Sonderburg-Glücksburg | Bisavó materna: Isabel de Brunswick-Grubenhagen               |
| Cristiana de Saxe-Merseburgo | Mãe: Cristiana de Schleswig-Holstein-Sonderburg-Glücksburg | Avó materna: Sofia Edviges de Saxe-Lauemburgo                   | Bisavô materno: Francisco II de Saxe-Lauemburgo               |
| Cristiana de Saxe-Merseburgo | Mãe: Cristiana de Schleswig-Holstein-Sonderburg-Glücksburg | Avó materna: Sofia Edviges de Saxe-Lauemburgo                   | Bisavó materna: Maria de Brunsvique-Luneburgo                 |